# En let brise
En let brise er en dansk dokumentarfilm fra 2011, der er instrueret af Rania M. Tawfik.

## Handling
Når jeg danser er jeg glad! Disse er Sahars ord, som åbner filmen. Men det er ikke altid let at gå efter, hvad der gør en lykkelig.